# Anaconda Copper
Pour les articles homonymes, voir Anaconda (homonymie).
Anaconda Copper était, au début du XXe siècle, le premier producteur mondial de cuivre, exploitant les gisements de la ville de Butte, dans le Montana, aux États-Unis, avant de s'étendre au Mexique et au Chili. L'entreprise s'est appelée Amalgamated Copper jusqu'en 1915.

## Les débuts, à partir d'une mine d'argent du Montana
L'Anaconda Copper Company a été créé en 1881, lorsque Marcus Daly acheta une petite mine d'argent nommée Anaconda, près de Butte puis s'associa à George Hearst, le père du futur magnat des médias William Randolph Hearst et découvrit un énorme gisements de cuivre vers lequel il fit venir une ligne de chemin de fer, après avoir racheté les concessions des autres mineurs. En 1884, il a été le premier à promouvoir l'utilisation du convertisseur de Pierre Manhès, via Paul David, l'ingénieur qui avait contribué à son invention quatre ans plus tôt près d'Avignon.
De 1892 à 1903, la mine d'Anaconda fut encteur mondial de cuivre. Elle a produit pour plus de 300 milliards de dollars de métal sur l'ensemble de son existence. Le français Georges de la Bouglise fut au même moment l'actionnaire et président de la Société anonyme des mines, qui exploite la Lexington Mine près de Butte (Montana).

## L'ère des Rothschild et des Rockefellers
En 1892, la branche française de la famille Rothschild entama des négociations pour racheter la mine d'Anaconda et à la fin des années 1890, les diverses branches de la famille sont à la tête d'environ 40 % de la production mondiale de cuivre. La branche française est en particulier actionnaire de la Compagnie du Boléo, qui opère en Basse-Californie, au Mexique, depuis 1885.
Marcus Daly s'associe alors avec deux des administrateurs de la société détenue par la famille Rockefeller, la Standard Oil pour créer un trust, l'Amalgamated Copper Mining Company, qui contrôle la majorité des parts de l'Anaconda Copper Company. Cette dernière pèse 75 millions de dollars. Marcus Daly a reçu le soutien d'Henry Huttleston Rogers, un ami de John D. Rockefeller et de son frère William Rockefeller, mais aussi de l'écrivain et entrepreneur Thomas W. Lawson. Jusqu'en 1915, la société s'appelait "Amalgamated Copper Mining Company", car elle était un trust.

## Les débuts de l'électrification et la rivalité avec Heinz
Lors de l'électrification des villes américaines et européennes, qui consomme de grandes quantités de cuivre, la société profite de prix élevés du métal rouge mais aussi des tentatives, pas toujours réussies, de monopoliser l'extraction du cuivre. Un autre roi du métal rouge, Fritz Augustus Heinze, achète cependant des mines à Butte (Montana), au milieu des concessions de son concurrent, qu'il regroupe en 1902 dans l'United Copper Company. Par ailleurs, la croissance des gisements du Pays de cuivre, dans le Michigan, empêche l'Amalgamated Copper Mining Company et sa rivale de contrôler trop étroitement le marché mondial du cuivre.
Marcus Daly décède en 1900, et sa veuve s'associe à un ami banquier de son mari, John Ryan (en), qui rachète les parts de Fritz Augustus Heinze dans l'United Copper Company.

## L'expansion des années 1910 et 1920, géographique et sectorielle

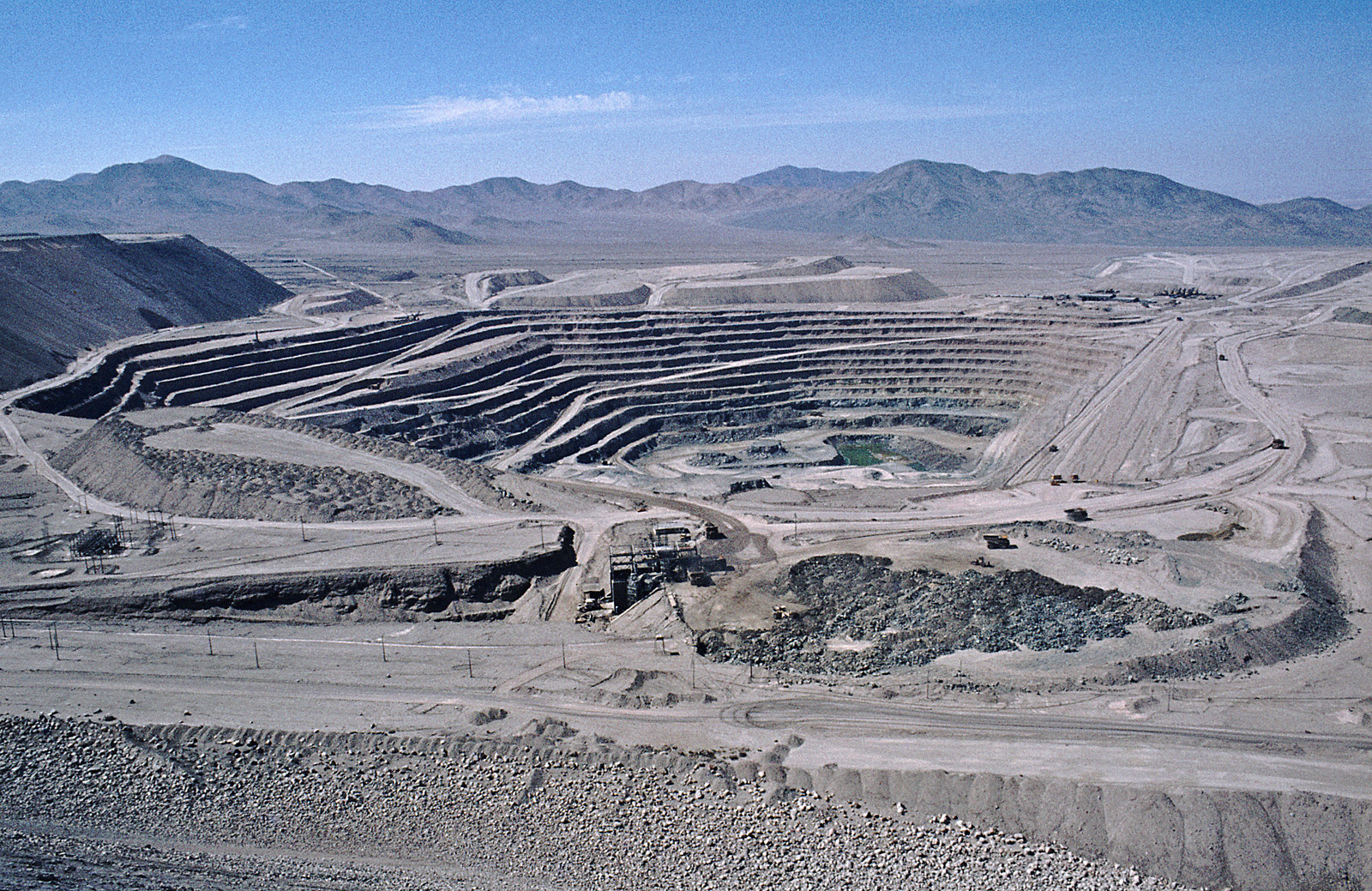
Une partie de la mine à ciel ouvert de Chuquicamata (Chili).

Les prix du cuivre restant élevés dans les années 1920, la société en profite pour diversifier son activité vers de nouveaux métaux, le manganèse, le zinc, l'aluminium, puis l'uranium et l'argent. Mais dès les années 1910, elle réalise un coup de maître avec son premier investissement au Chili en rachetant en 1916 à William Braden, la société Andes Copper Mining, qui exploite la mine de Potrerillos, dans la région d’Atacama, avec ses 3532 acres de terrain et ses 500 prospecteurs à la recherche de métal rouge. Avant même que la production démarre, 35 millions de dollars de l'époque ont été investis, qui sont ensuite complétés par 12,5 millions d'investissements sur les deux premières années d'exploitation.
En 1917, une grève des mineurs est brisée à Butte (Montana), par le lynchage du meneur principal, Frank Little du syndicat IWW, acte qui fut attribué à des gens de l'agence Pinkerton, sous contrat avec la direction de la mine.
En 1922, l'Anaconda Copper rachète à Guggenheim Bros. la mine de Chuquicamata au Chili, qui est devenue la plus grande du monde, pour un prix de 77 millions de dollars, et qui représente très vite les deux-tiers de la rentabilité de l'Anaconda Copper.

## Les spéculations d'avant et d'après 1929
En 1928, John Ryan (en) et Percy Rockefeller, par des achats agressifs d'actions Anaconda, en font monter le cours, de 40 dollars en décembre 1928 jusqu'à 128 dollars en mars 1929, soit un triplement en trois mois. La société réalise ensuite une augmentation de capital, à des cours élevés, pour racheter d'autres compagnies minières, dont les cours sont en forte hausse. Elle est ensuite victime du krach boursier qui intervient en octobre 1929, d'autant plus que la grande dépression va affaiblir les cours du cuivre et rendre par la même occasion inexploitables les mines de cuivre, qui ont les coûts de production les plus élevés.
Durant l'hiver 1932-1933, les cours du cuivre tombent à 0,103 dollar par kilogramme, contre une moyenne de 0,295 dollar deux ans plus tôt. Les mines doivent licencier massivement et la société réduit son dividende de 40 %. L'action, qui avait atteint un sommet à 175 dollars, tombe à un cours de seulement 4 dollars. L'épuisement progressif des gisements de Butte, déjà en œuvre, s’accélèrera à la fin des années 1950. En 1956, l'Anaconda enregistre son meilleur bénéfice de l'histoire, à 111,5 millions de dollars.
La société ouvrit en 1955 une mine de cuivre à ciel ouvert, située à Butte, le Berkeley Pit, qui ne permet pas de remplacer les précédents gisements, pas plus que les mines ouvertes en Arizona, et qui déclenche une pollution dénoncée par les écologistes.

## La mine d'uranium de Jackpile Mine
En 1953, elle avait ouvert une mine d'uranium, Jackpile Mine, dans le comté de Cibola au Nouveau-Mexique, à un kilomètre du village de Paguate, habité à plus de 90 % par des Amérindiens. La mine employait 125 agents, et suscita une controverse liée à la pollution provoquée. L'une des plus grosses mines d'uranium au monde, elle ne ferma qu'en 1982. En 1989, le village forma la Laguna Construction Company et réclama 40 millions de dollars de dédommagements à Anaconda et Atlantic Richfield qui avaient fusionné pour la pollution et les problèmes sanitaires provoquée,.
De nombreux villageois travaillaient à la mine, qui leur fournissait emploi mais contamina au moins une cinquantaine de mineurs, décédés de cancers. En 1999, Atlantic Richfield avait accepté de mener un programme de compensation financé à hauteur de 48 millions de dollars. Le Radiation Exposure Compensation Act de 1990 avait déjà prévu une compensation des mineurs contaminés, mais aucune pour leur famille ou des travailleurs en contact avec l'uranium sans être mineurs.

## La nationalisation des mines du Mexique et du Chili
Au Chili, le président démocrate-chrétien Eduardo Frei Montalva amorce la nationalisation du cuivre. En 1967, l'entreprise publique chilienne Codelco ouvre avec Anaconda Copper la mine La Exotica dans la région d'Antofagasta, détenue à 75 % par Anaconda et à 25 % par l'État chilien, qui avait racheté la même année la majorité des parts de la mine d'El Teniente, détenue par la Kennecott Utah Copper rail line, future Rio Tinto. Par ailleurs, la même année, le Chili rachète 51 % des parts de la mine de Chuquicamata ainsi que d'El Salvador à Anaconda Copper, et renforce le rôle de Codelco dans l'exportation du cuivre. L'accord prévoit en outre le rachat, à terme, des 49 % restants, mais lors de la campagne présidentielle de 1970, l'expropriation sans indemnité devient à l'ordre du jour, deux des trois candidats, Salvador Allende et Radomiro Tomic reprenant cette idée dans leur programme. Le candidat de droite, Jorge Alessandri, demanda alors à Anaconda qu'il fasse pression sur le gouvernement des États-Unis afin que ce dernier le soutienne lors de la campagne, ce qui serait profitable tant à la firme qu'à Alessandri. Ceci fut révélé par le mémorandum d'une conversation entre les dirigeants d'Anaconda, dont Jay Parkinson, et le gouvernement de Nixon datée du 4 mars 1970, et déclassifié dans le cadre du programme initié par Bill Clinton sur le Chili.
En 1971, le groupe fait face à la nationalisation de sa mine de Cananea, au Mexique, par le président Luis Echeverría. Puis c'est au tour du président chilien Salvador Allende d'achever la nationalisation, la même année, de la mine de Chuquicamata, avec la loi du 11 juillet 1971 votée à l'unanimité du Congrès, le Chili parlant de « jour de la dignité nationale ». L'expropriation des mines chiliennes prive la société des deux-tiers de sa production totale. Le Chili compense toutefois l'expropriation, mais en se fondant sur un calcul basé sur la moyenne des profits d'Anaconda dans le monde: il considère ainsi que la firme obtenait des profits de 12 % supérieurs à ceux gagnés ailleurs, et refuse donc de rembourser cette marge considérée comme illégitime. Or, le calcul de la marge gagnée par Anaconda étant considéré comme supérieur à la valeur des mines, aucun dédommagement n'est versé. Les représentants d'Anaconda sont alors en contact étroit avec le secrétaire d'État Kissinger afin de tenter d'obtenir une compensation. Le 28 octobre 1971, le PDG Jay Parkinson, qui siégeait au Business Group for Latin America, lobby monté par David Rockefeller, démissionna de ses fonctions.
Après le coup d'État du 11 septembre 1973, le général Pinochet versa en compensation à la firme 250 millions de dollars. Le Département d'État demanda à Manuel Contreras, chef de la DINA et un temps payé par la CIA, d'encourager Anaconda à reprendre ses activités au Chili. En protestation contre la politique d'Anaconda au Chili, le groupe d'extrême-gauche américain Weather Underground organisa un attentat contre le siège de la firme aux États-Unis, le 11 septembre 1974, appelant cependant à l'avance pour avertir de l'imminence de l'explosion et s'assurer que les lieux seraient évacués (ce qui fut fait, évitant toute victime).
Le 2 janvier 1977, après la vague mondiale d'inflation causée par le choc pétrolier de 1973, le groupe fut racheté pour 700 millions de dollars par une société pétrolière américaine, l'Atlantic Richfield Company (ARCO), qui est ensuite passée dans le giron de la société pétrolière britannique British Petroleum (BP).

## La mine d'Anaconda dans la fiction
La mine ainsi que Marcus Daly sont présents dans le quatrième episode de la jeunesse de Picsou, "l'aventurier de la mine de cuivre". 
Les deux protagonistes se lamentent du faible rendement en argent et de la haute teneur en cuivre, métal inutile à l'époque. Or l'épisode montre les débuts de l'électrification, technologie nouvelle reposant sur l'utilisation intensive du cuivre, donnant ainsi une grande valeur à la mine.